# Саблимити (Орегон)
Саблимити (енгл. Sublimity) град је у америчкој савезној држави Орегон.

## Демографија
По попису из 2010. године број становника је 2.681, што је 533 (24,8%) становника више него 2000. године.
| Група             | 2000.         | 2010.         |
| Белци             | 2.067 (96,2%) | 2.519 (94,0%) |
| Афроамериканци    | 2 (0,1%)      | 5 (0,2%)      |
| Азијати           | 6 (0,3%)      | 12 (0,4%)     |
| Хиспаноамериканци | 35 (1,6%)     | 83 (3,1%)     |
| Укупно            | 2.148         | 2.681         |